# Rodney Moore
 (mai 2023).
Pour les articles homonymes, voir Moore.
Rodney Moore est un producteur, réalisateur et acteur de films pour adultes qui contribua à populariser le style gonzo.
Il a aussi été musicien et producteur de musique, travaillant notamment pour Meredith Brooks ou encore Kenny G[réf. souhaitée].

## Biographie
Il déclare avoir eu, à ce jour, des rapports avec plus de 1200 actrices. Les œuvres de Moore accordent une grande importance au sexe oral ainsi qu'aux éjaculations faciales. Moore a également filmé de nombreuses actrices naturelles (sans épilation aucune), cf Seattle Hairy Girls ou Horny Hairy Girls.
Comme certains autres acteurs masculins, tels que Peter North, Moore est réputé pour la quantité abondante de sperme qu'il produit lors de ses éjaculations. C'est l'une des raisons pour lesquelles il a été surnommé (probablement par lui-même) le "King of Cream" (en français, le "Roi de la Crème"). On dit des actrices ayant reçu l'une de ses éjaculations faciales qu'elles ont reçu un "Rodney Blast", véritable marque de fabrique de Moore, et que l'on pourrait traduire par "Décharge de Rodney". Chacune de ces actrices se voit attribuer le titre de "Rodney Blast Survivor", en français "Survivante à la Décharge de Rodney", et est numérotée par ordre chronologique. Par exemple, Ashley Coda est devenue la 1283e "Rodney Blast Survivor" le 4 juin 2010.
Il compose la musique de ses films et détient sa propre société de distribution "Rodnievision".

## Récompenses et nominations
Récompenses
- 2006 : AVN Hall of Fame.
- 2013 : XRCO Hall of Fame[2]

Nominations
- 2009 : AVN Award, Best Director - "Night of the Giving Head" (2008)
- 2006 : AVN Award, Most Outrageous Sex Scene - "I Survived a Rodney Blast 3" (2004) / Cytherea - "You Squirt Me, I Squirt You"